# Suddenly (singel Arasha)
Suddenly – trzeci singiel Arasha z jego drugiego albumu studyjnego pt. Donya, nagrany we współpracy z Rebeccą i wydany przez wytwórnię Warner Music Sweden w 2008 roku.

## Listy przebojów
| Kraj     | Lista (2008)   | Najwyższa pozycja |
| -------- | -------------- | ----------------- |
| Szwecja  | Top 60 Singles | 8                 |
| Bułgaria | Top 40 Singles | 32                |